# Guentherus altivela
Guentherus altivela är en fiskart som beskrevs av Osório, 1917. Guentherus altivela ingår i släktet Guentherus och familjen Ateleopodidae. Inga underarter finns listade i Catalogue of Life.